# 魚酥
魚酥，是一種台灣常見的魚肉加工食品。1963年（民國52年），淡水地區的魚丸業者因漁獲量大，店內冰庫不足，為了不浪費漁貨而研發出魚酥產品。剛開始是用來配飯吃的，後來慢慢演變成為點心，常被作為搭配飲料、啤酒而食用。

## 材料
狗母魚、黃魚、地瓜粉和醬料

## 作法
將魚去頭去尾，把魚肉連同魚骨頭都打碎，加上地瓜粉和醬料，下去第一次油炸，撈起稍涼後再下去第二次油炸，讓魚酥更脆。

## 外部連結
- 登峰魚丸博物館 （页面存档备份，存于）